# 文化芸術振興議員連盟
文化芸術振興議員連盟（ぶんかげいじゅつしんこうぎいんれんめい）は、音楽、演劇、映画等の芸術・文化振興の課題に取り組むため、1977年11月24日に超党派の国会議員によって設立された団体で、前身は音楽議員連盟（略称:音議連）である。似た名前だが、音楽議員連盟振興会議（約70の団体が加盟）とは異なる。
文化芸術基本法の検討・提出を行ったり、芸能労災を取り上げるなどの活動歴がある他、著作権の保護期間延長、著作物の再販売価格維持制度支持、私的録音録画補償金制度導入（1992年著作権法改正＝第30条2項追加）、演奏権制限規定の撤廃（1999年著作権法改正＝附則14条削除）、音楽レコード還流防止措置（2004年著作権法改正=第113条第5項追加）等、権利者側に立った政策の推進を行っている。
2022年1月時点で会員の国会議員は122人で、活動方針にコロナの影響に対する文化芸術支援、芸術活動を支える法令の整備、デジタル化・グローバル化に伴う著作権問題の解決、文化予算の増額、文化芸術省の創設を掲げている。
2015年9月時点での国会議員は112名のメンバーがいた。(1) 文化芸術政策の推進、(2) 著作権・著作隣接権の改正、(3) 映画・映像等の権利の見直し、(4) 文化予算・文化支援税制等の拡充、(5) 文化に関する人材育成・芸術家の地位向上・生涯学習制度の拡充、(6) 子ども達への文化振興策の充実、の6項目を検討の柱としている。
連盟の総会にはJASRAC、日本レコード協会、日本芸能実演家団体協議会などの権利団体も参加しており、連盟は権利団体の再販制度維持や著作権の保護期間延長などの要望・協力要請先の一つとなっている。
現在の会長は塩谷立で、七代目である。

## 来歴
- 1977年11月:音楽議員連盟結成
- 1992年3月:「芸術文化振興に関する基本的な立法の検討の課題」を掲げる
- 1995年12月:緊急総会で「レコード等の再販擁護決議文」を採択
- 1997年3月:第21回定例総会で「音楽用CDを含む著作物の再販売維持制度の撤廃に反対する再決議」採択。また、芸能労災問題として瀬川労災と佐谷労災を取り上げる。
- 1997年12月:臨時総会で、「音楽用CD等「著作物の再販売価格維持制度」の撤廃に反対する特別決議」採択
- 2000年2月:第25回定時総会で最優先課題として「芸術文化基本法(仮)」創設を掲げる
- 2001年5月:音楽議員連盟が中心となって、国会議事堂でのオーケストラ演奏開催を推進 （途中で立ち消え？）
- 2001年6月:「芸術文化基本法」特別委員会を設置
- 2001年11月 文化芸術振興基本法案を国会にて審議、成立
- 2001年12月:「文化芸術振興基本法」公布、施行
- 2004年1月:第29回臨時総会で「日本販売禁止レコードの還流防止の法案成立を求める特別決議」採択
- 2006年2月:第30回定時総会で新役員選任と、6つの課題に関する議案採択
- 2012年6月:「劇場、音楽堂等の活性化に関する法律」が成立[1]。
- 2013年5月:音楽議員連盟から文化芸術振興議員連盟に変更した[1]。
- 2017年6月:文化芸術振興基本法が改正され、文化芸術基本法に改題。

## 歴代会長
- 初代：前尾繁三郎
- 二代：桜内義雄
- 三代：橋本龍太郎
- 四代：柳澤伯夫
- 五代：中野寛成
- 六代：河村建夫
- 七代：塩谷立[1]

## 役員
会長
（空席）
副会長
福山哲郎（立憲民主党）
斉藤鉄夫（公明党）
古川元久（国民民主党）
幹事長
山谷えり子（自由民主党）
副幹事長
（空席）
常任幹事
赤沢亮正（自由民主党）
事務局長
（空席）
事務局次長
浮島とも子（公明党）

## 引退・落選議員
- 竹山裕（副会長・2006年に引退）
- 緒方靖夫（副会長・2007年に引退）
- 鈴木恒夫（副会長・2009年に引退）
- 柳澤伯夫（会長・2009年に落選）
- 斉藤斗志二（副会長兼事務局長・2009年に落選）
- 冬柴鐵三（副会長・2009年に落選）
- 簗瀬進（副会長・2010年に落選）
- 横光克彦（副会長・2012年に落選）
- 松田公太（副会長・2016年に引退）
- 松野頼久（副会長・2017年に落選）
- 照屋寛徳（副会長・2021年に引退）
- 市田忠義（副会長・2022年に引退）
- 塩谷立（会長・2024年に引退）
- 古屋範子（副幹事長・2024年に引退）
- 伊藤信太郎（事務局長・2024年に落選）